# Mohannad Abu Taha
Mohannad Abu Taha (Amán, 2 de febrero de 2003) es un futbolista jordano que juega en la demarcación de extremo para el Al-Orobah FC de la Liga Profesional Saudí.

## Selección nacional
Tras jugar en las categorías inferiores de la selección, finalmente hizo su debut con la selección absoluta de Jordania el 17 de octubre de 2023 en un encuentro amistoso contra Irak que finalizó con un resultado de empate a dos tras un doblete de Yazan Al-Naimat para Jordania, y de Ali Al-Hamadi y Aymen Hussein para Irak.

## Clubes
Actualizado al último partido disputado el 26 de mayo de 2025.
| Club                   | País           | Año       | Partidos | Goles |
| ---------------------- | -------------- | --------- | -------- | ----- |
| Al-Wehdat SC           | Jordania       | 2021-2022 | 8        | 7     |
| Jong KAA Gent (cedido) | Bélgica        | 2023      | 0        | 0     |
| Al-Wehdat SC           | Jordania       | 2023-2024 | 18       | 13    |
| Al-Karkh SC            | Irak           | 2024-2025 | 17       | 2     |
| Al-Orobah FC (cedido)  | Arabia Saudita | 2025-     | 16       | 2     |